# 3188 Джекабсонс
3188 Джекабсонс (3188 Jekabsons) — астероїд головного поясу, відкритий 28 липня 1978 року.
Тіссеранів параметр щодо Юпітера — 3,583.